# Cleistochloa
Cleistochloa és un gènere de plantes de la família de les poàcies, ordre de les poals, subclasse de les commelínides, classe de les liliòpsides, divisió dels magnoliofitins.

## Taxonomia
- C. hubbardiana Henrard
- C. rigida (S.T. Blake) R.D. Webster
- C. sclerachne (F.M. Bailey) C.E. Hubb.
- C. ubjuncea C.E. Hubb.

## Sinònim
Dimorphochloa S. T. Blake.